# Hunggu Tadjuddin Usup
Hunggu Tadjuddin Usup (ur. 23 grudnia 1940, zm. 3 lipca 2010 w Bolangitang) – indonezyjski językoznawca, specjalista od języków północnego Sulawesi.
Licencjat i magisterium uzyskał w Institut Keguruan dan Ilmu Pendidikan Manado (IKIP Manado). Doktoryzował się w 1986 r. w IKIP Jakarta, na podstawie rozprawy pt. Rekonstruksi Protobahasa Gorontalo-Mongondow. Praca ta stanowi jego fundamentalny wkład w badania nad językami gorontalo-mongondow.
Od 1974 r. pracował jako adiunkt w IKIP Manado, a w 1980 r. objął stanowisko profesora zwyczajnego, które piastował aż do śmierci.
Współpracował przy projekcie Proyek Pengembangan Ilmu Bahasa Indonesia. W ostatnich dekadach życia prowadził centrum językowe w Manado (Balai Bahasa). W zasobach jego biblioteki znalazły się zbiory literatury związanej z językoznawstwem wyspy Sulawesi.

## Wybrane publikacje
- 1979: Struktur Bahasa Kaidipang
- 1981: Morfologi dan sintaksis bahasa Bolaang Mongondow
- 1986: Rekonstruksi Protobahasa Gorontalo-Mongondow
- 1996: Struktur bahasa Bintauna
- 1999: Kamus bahasa Indonesia-Kaidipang (A–K, L–Z)